# Bescherung

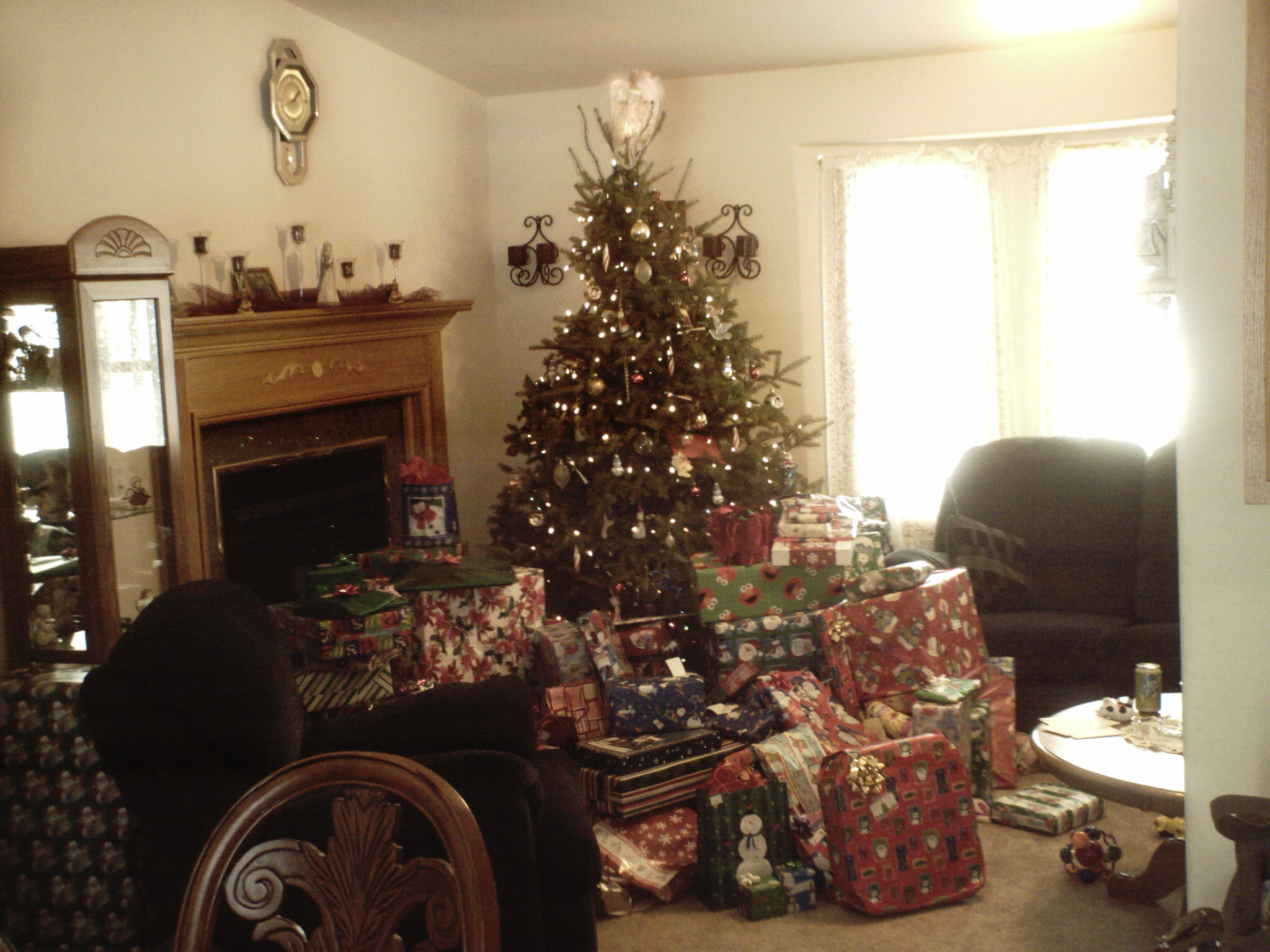
Weihnachtsbaum mit Geschenken

Die Bescherung (auch Weihnachtsbescherung oder landschaftlich veraltend Einbescherung, teilweise auch „Christkindchen“) ist ein christlicher weihnachtlicher Brauch, bei dem Weihnachtsgeschenke ausgetauscht werden.

## Brauchtum

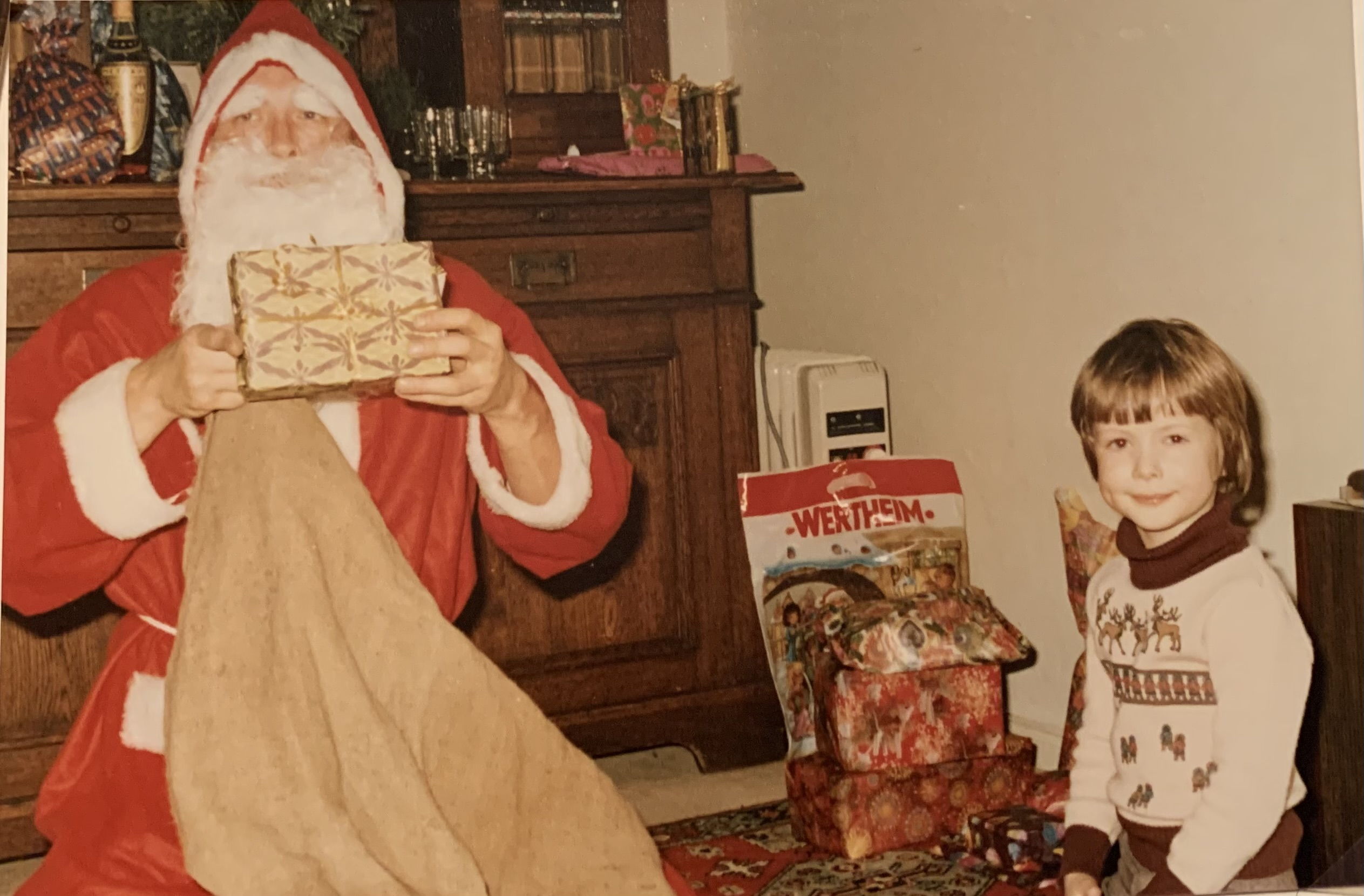
Bescherung mit Weihnachtsmann an Heiligabend in Deutschland

Der Vorläufer der Weihnachtsbescherung war die Gabenverteilung am 6. Dezember, dem Nikolaustag. Nach der Reformation wurde in evangelischen Regionen der Beschertermin auf Heiligabend verlegt, da die evangelische Kirche keine Heiligenverehrung kennt und deren Namenstage nicht feiert. Ursprünglich wurde nur den Kindern beschert, erst in jüngerer Zeit wurde der Brauch auf Erwachsene ausgedehnt.
Die Bescherung ist die Zeremonie, bei der vor allem Kinder am Heiligabend ihre Geschenke bekommen, die meistens unter dem Weihnachtsbaum liegen. Früher geschah dies um Mitternacht in der Nacht vom 24. auf den 25. Dezember, nach der Christmette. Weil jüngere Kinder nicht unbedingt bis Mitternacht aufbleiben, wurde die Bescherung in Deutschland auf den Nachmittag bzw. frühen Abend vorgezogen.

Weihnachtssocken am Kamin in den USA

In verschiedenen Regionen bestehen unterschiedliche Erzählungen, wer (statt den Eltern) die Geschenke bringt: In Nord-, Ost- und Mitteldeutschland bringt meist der Weihnachtsmann (in Fortführung der Tradition einer Bescherung am Nikolaustag) die Geschenke, während es in West- und Süddeutschland sowie Österreich und der Schweiz meist das Christkind ist. Diese Unterscheidung lässt sich manchmal auch auf die Konfessionen ausweiten. In den USA und in Großbritannien ist die nach wie vor übliche Geschichte, dass der Weihnachtsmann, der hier Santa Claus bzw. Father Christmas heißt, um Mitternacht die Geschenke durch den Kamin bringt und die Kinder sie am Morgen des ersten Weihnachtstages, also am 25. Dezember, öffnen dürfen. Zuvor hängen die Kinder Socken (englisch Christmas stockings) am Kamin auf (manchmal gefüllt mit Essen), die der Weihnachtsmann daraufhin mit Geschenken füllt; waren sie nicht brav, legt er hingegen Kohle hinein. Auch im deutschsprachigen Raum haben einige Familien diesen Brauch übernommen.

## Begriff
Der nur im Deutschen gebräuchliche Begriff Bescherung ist abzuleiten von mittelhochdeutsch beschern = verhängen, zuteilen. Er findet auch Verwendung in dem ironischen Ausdruck So eine (schöne) Bescherung! bei unangenehmen Überraschungen und findet unter anderem in Buch- und Filmtiteln Anwendung (Schöne Bescherung, Eine schöne Bescherung, Baby Boom – Eine schöne Bescherung, Die gräßliche Bescherung in der Via Merulana usw.). Bis ins 19. Jahrhundert hinein gehörte das Bescheren zu den Grundrechten der Knechte und Dienstboten (Naturallöhnung zu Weihnachten). 